# Johnny & Associates
Johnny & Associates (株式会社ジャニーズ事務所 Kabushiki-gaisha Janīzu Jimusho?), también conocida como Johnny's (ジャニーズ事務所 Janīzu?), es una agencia japonesa de talentos fundada por Johnny Kitagawa en 1962 y centrada exclusivamente en artistas masculinos.

## Historia
Esta agencia se dedica a reclutar jóvenes artistas sobre los 12 años para entrenarlos en las habilidades de baile, canto e interpretación. Es una de las principales empresas de idols en Japón, dominando así gran parte del panorama tanto musical como televisivo, ya que no sólo produce grupos de música, sino que sus artistas se dedican también a protagonizar anuncios, programas o series de televisión, llamadas doramas. Además también participan en programas de radio, musicales y conciertos. Una característica de esta agencia es que todos los artistas que la componen son varones. El primer grupo de música que se formó fue Four Leaves y a partir de ahí, se han ido formando grupos poco a poco, desde dúos hasta grupos de 10 miembros.
Esta compañía es una de las más exitosas debido a que la mayoría de los ikemens provienen de aquí y que acaparan la mayoría de los programas como: Music Station o Hey x3. Los conciertos son realmente espectaculares al utilizar escenarios movibles, fuentes, fuegos artificiales, y un sinfín de bailarines para cada presentación. Además de tener una de las más grandes ganancias de todo Japón convirtiéndola en una de las compañías líderes en la música japonesa.

### Juniors
Son los chicos que tienen unos 12 años escogidos para ser entrenados en baile, canto e interpretación. Comienzan actuando como bailarines y músicos en los conciertos de los grupos ya debutantes, y poco a poco van destacando en la empresa para luego ser elegidos y formar un grupo. Cuando el grupo está formado pasa a estar bajo la tutela de un senpai (los maestros) que son artistas ya debutados y que tienen la suficiente experiencia para enseñarles. Los miembros de estos grupos Junior cuando tienen un senpai, pasan a ser llamados kohai (alumno).

## Grupos

### Grupos debutados
| Año  | Grupo                      | Discográfica                            | Miembros |
| 1985 | Shōnentai                  | Johnny's Entertainment                  | Kazukiyo Nishikiori, Katsuhide Uekusa, Noriyuki Higashiyama |
| 1987 | Hikaru Genji               |                                         | Miembros Hikaru: Koji Uchiumi, Mikio Osawa Miembros Genji: Kazumi Morohoshi, Hiroyuki Sato, Yamamoto Junichi, Akira Akasaka, Atsuhiro Sato                                                                  |
| 1991 | SMAP                       | Victor Entertainment                    | Masahiro Nakai, Takuya Kimura, Tsuyoshi Kusanagi, Goro Inagaki, Shingo Katori Ex miembros: Katsuyuki Mori                                                                                                   |
| 1994 | TOKIO                      | J Storm                                 | Masahiro Matsuoka, Taichi Kokubun, Shigeru Joshima Ex miembros: Tatsuya Yamaguchi, Tomoya Nagase |
| 1995 | V6                         | Avex Trax                               | Miembros de 20th Century: Masayuki Sakamoto, Hiroshi Nagano, Yoshihiko Inohara Miembros de Coming Century: Go Morita, Ken Miyake, Junichi Okada                                                             |
| 1997 | KinKi Kids                 | Johnny's Entertainment                  | Koichi Domoto, Tsuyoshi Domoto |
| 1999 | Arashi                     | J Storm                                 | Masaki Aiba, Jun Matsumoto, Kazunari Ninomiya, Satoshi Ohno, Shō Sakurai |
| 2002 | Tackey & Tsubasa           | Avex Trax                               | Hideaki Takizawa, Tsubasa Imai |
| 2002 | Golf & Mike                | GMM Grammy                              | Golf (Pichaya Nitipaisalkul), Mike (Pirath Nitipaisalkul) |
| 2003 | NEWS                       | Johnny's Entertainment                  | Keiichirō Koyama, Takahisa Masuda, Shigeaki Kato Ex-miembros: Hiroki Uchi, Hironori Kusano, Takahiro Moriuchi, Tomohisa Yamashita, Ryo Nishikido, Yūya Tegoshi                                              |
| 2004 | Kanjani Eight →SUPER EIGHT | INFINITY RECORDS                        | Yū Yokoyama, Shingo Murakami, Ryūhei Maruyama, Shota Yasuda, Tadayoshi Ōkura Ex-miembros: Hiroki Uchi, Subaru Shibutani, Ryō Nishikido                                                                      |
| 2006 | KAT-TUN                    | J-One Records                           | Kazuya Kamenashi, Tatsuya Ueda, Yuichi Nakamaru Ex-miembros: Jin Akanishi, Koki Tanaka, Junnosuke Taguchi                                                                                                   |
| 2007 | Hey! Say! JUMP             | J Storm                                 | Miembros de Hey! Say! Best: Kōta Yabu, Yuya Takaki, Kei Inoo, Hikaru Yaotome, Daiki Arioka Miembros de Hey! Say! 7: Ryōsuke Yamada, Yuto Nakajima, Yūri Chinen Ex-miembros: Ryūtarō Morimoto, Keito Okamoto |
| 2009 | NYC                        |                                         | Nakayama Yuma, Yamada Ryosuke, Chinen Yuri |
| 2011 | Kis-My-Ft2                 | Avex Trax                               | Kento Senga, Toshiya Miyata, Wataru Yokoo, Taisuke Fujigaya, Yuta Tamamori, Takashi Nikaido Ex-miembros: Kyohei Iida, Hiromitsu Kitayama                                                                    |
| 2011 | Sexy Zone →timelesz        | Pony Canyon                             | Fuma Kikuchi, Shori Sato, Sō Matsushima Ex-miembros: Marius Yo, Kento Nakajima |
| 2012 | A.B.C-Z                    | Pony Canyon                             | Koichi Goseki, Ryosuke Hashimoto, Shota Totsuka, Ryoichi Tsukada Ex-miembros: Fumito Kawai |
| 2014 | Johnny's WEST →WEST.       | Johnny's Entertainment                  | Daiki Shigeoka, Akito Kiriyama, Junta Nakama, Tomohiro Kamiyama, Ryusei Fujii, Takahiro Hamada, Nozomu Kotaki                                                                                               |
| 2018 | King & Prince              | Johnny's Universal                      | Kaito Takahashi, Ren Nagase Ex-miembros: Genki Iwahashi, Sho Hirano, Yuta Jinguji, Yuta Kishi |
| 2020 | SixTONES                   | Sony Music Labels                       | Jesse, Taiga Kyomoto, Hokuto Matsumura, Yugo Kochi, Shintaro Morimoto, Juri Tanaka |
| 2020 | Snow Man                   | MENT RECORDING                          | Hikaru Iwamoto, Tatsuya Fukazawa, Raul, Shota Watanabe, Koji Mukai, Ryohei Abe, Ren Meguro, Ryota Miyadate, Daisuke Sakuma                                                                                  |
| 2021 | Naniwa Danshi              | J-storm                                 | Ohashi Kazuya, Fujiwara Joichiro, Nishihata Daigo, Takahashi Kyohei, Onishi Ryusei, Michieda Shunsuke, Nagao Kento                                                                                          |
| 2022 | Travis Japan               | Universal Music Japan / Capitol Records | Kaito Miyachika, Kaito Nakamura, Ryuya Shimekake, Noel Kawashima, Shizuya Yoshizawa, Genta Matsuda, Kaito Matsukura                                                                                         |
| 2023 | Ae! group                  | Universal Music                         | Yoshinori Masakado, Seiya Suezawa, Keita Richard Kusama, Ken Kojima, Masaya Sano |

### Subgrupos / Unidades temporales
| Año  | Grupo                 | Discográfica           | Miembros                                                                                          |
| 1998 | J-Friends             | Johnny's Entertainment | TOKIO, KinKi Kids, V6                                                                             |
| 2005 | Shuuji to Akira       | Johnny's Entertainment | Kazuya Kamenashi, Tomohisa Yamashita                                                              |
| 2005 | Toraji-Haiji          |                        | Miembros: Tsuyoshi Domoto, Taichi Kokubun                                                         |
| 2006 | Kitty GYM             | Johnny's Entertainment | Hiromitsu Kitayama, Kei Inoo, Shota Totsuka, Hikaru Yaotome, Golf, Tomohisa Yamashita, Mike       |
| 2006 | Tegomass              | Johnny's Entertainment | Yuya Tegoshi, Takahisa Masuda                                                                     |
| 2007 | Trio the Shakiin      | Johnny's Entertainment | Noriyuki Higashiyama, Go Morita, Kenta Suga                                                       |
| 2007 | Hey Say 7             |                        | Ryosuke Yamada, Yuto Nakajima, Yuri Chinen, Ryutaro Morimoto, Keito Okamoto                       |
| 2007 | Hey Say BEST          |                        | Kota Yabu, Yuya Takaki, Kei Inoo, Daiki Arioka, Hikaru Yaotome                                    |
| 2008 | Matchy with Question? |                        | Masahiko Kondo, Daijiro Yonemura, Yoshihiro Yodogawa, Kazuyori Fujiie, Akun Igo, Daisuke Ishigaki |
| 2010 | NYC                   |                        | Nakayama Yuma, Yamada Ryosuke, Chinen Yuuri                                                       |

### Unidades de Jonnhy’s Jr.
| Grupo                            | Miembros |
| B.A.D                            | Kiriyama Akito, Nakama Junta |
| Butoukan                         | Yara Tomoyuki, Kento Senga, Ryoichi Tsukada, Bunichi Hamanaka, Ryota Yamamoto |
| FIVE                             | Daisuke Ishigaki, Rikiya , Ryota Uesato, Koji Makino, Kakaegawa |
| 7 West                           | Nakayama Yuma, Ryuuta Senzaki, Koki Satake, Tomohiro Kameyama, Ryusei Fujii, Akito Kiriyama, Daichi Nakata |
| Jr.BOYS                          | Tatsuya Fukuzawa, Shota Watanabe, Hikaru Iwamoto, Ryohei Abe, Ikki Onodera, Daisuke Sakuma, Ryota Miyadate |
| Musical Academy Dancers (M.A.D). | Kotaro Takeuchi, Tsuyoshi Eda, Yusuke Matsuzaki, Yuya Noda, Ryuta Yamamoto, Shuta Hayashi, Yukihiro Kato, Yudai Tatsumi, Yuta Fukuda, Ryu Kawamura, Yu Ikeda, Yuki Koshioka, Maeda T.J. Hirotoshi, Kota Matsumoto |
| Muay Thai Mukai Brothers         | Tatsuro Mukai, Koji Mukai |
| Musical Academy (M.A.)           | Tomoyuki Yara, Shingo Machida, Tsuyoshi Yonehana, Jun Akiyama |
| OSSaN                            | Ryota Senzaki, Koki Satake, Hiroaki Ota |
| Question?                        | Daijiro Yonemura, Yoshihiro Yodogawa, Kazuyori Fujiie, Daisuke Ishigaki, Akun Igo |
| Shitsu 3 Kyoudai                 | |
| Top Kids                         | |
| HipHopJUMP                       | Juri Tanaka, Keigo Hagiya, Rikito Murata, Kento Kadoi, Shoki Morohoshi, Jesse Lewis |

## Programas en los que actúan o participan
- SMAPXSMAP
- Shonen club
- Cartoon KAT-TUN
- Music Station
- Hey Hey Hey
- Utaban
- Janiben
- Can!Jani
- Arashi ni shiyagare
- Johnny's Junior show
- Minna no Terebi
- Hadaka no Shounen
- Ya-Ya-yah
- Heisei Families
- Hi! Hey! Say!
- Show wa Hey! Say!
- Ariehen Sekai
- DOMOTO KYOUDAI
- KinKi Kids NO Gyu
- UTAWARA HOT TOP 10
- UTABAN
- HEY!HEY!HEY!MUSIC CHAMP
- MUSIC FIGHTERS
- JOHNNY'S COUNTDOWN LIVE
- The Shonen Club Premium
- Viva Viva V6
- Gakkou e ikou!Max
- Vs Arashi
- Yan Yan JUMP
- School Revolution
- Himitsu no Arashi-chan
- School Kakumei
- Itadaki High Jump